# Anna Emilie Møller
Anna Emilie Møller (ur. 28 lipca 1997 w Kopenhadze) – duńska lekkoatletka specjalizująca się w biegach średnich oraz długich.
W 2015 roku zdobyła srebrny medal w biegu na 5000 metrów oraz brązowy w biegu na 3000 metrów podczas mistrzostw Europy juniorów rozgrywanych w Eskilstunie. W 2016 roku startowała w Bydgoszczy w mistrzostwach świata juniorów, gdzie zajęła 5. miejsce w biegu na 3000 metrów z przeszkodami. W tym samym roku wystartowała w Igrzyskach olimpijskich w Rio de Janeiro. W 2017 roku zdobyła złoty medal młodzieżowych mistrzostw Europy w biegu na 3000 metrów z przeszkodami. Brała udział w mistrzostwach świata w Londynie oraz Mistrzostwach Europy w Berlinie. W 2019 roku wywalczyła dwa złote medale młodzieżowych mistrzostw Europy w biegu na 5000 metrów oraz 3000 metrów z przeszkodami w Gävle, a także złoty medal w biegu młodzieżowców podczas mistrzostw Europy w biegach przełajowych.
Złota medalistka mistrzostw Dani. Rekordzistka Dani w biegu na 5000 metrów oraz w biegu na 3000 metrów z przeszkodami, rekordzistka Danii juniorów w biegu na 3000 metrów.
Jako juniorka grała również w koszykówkę. W 2013 roku wraz z reprezentacją Danii zdobyła brązowy medal Mistrzostwa Europy U-16 dywizji B. Rok później zajęła 16. miejsce Mistrzostwa Europy U-18 dywizji B.

## Rezultaty
| Rok  | Impreza                                   | Miejsce         | Konkurencja                   | Pozycja     | Wynik    |
| ---- | ----------------------------------------- | --------------- | ----------------------------- | ----------- | -------- |
| 2015 | II liga drużynowych mistrzostw Europy     | Stara Zagora    | bieg na 5000 m                | 2. miejsce  | 16:39,03 |
| 2015 | Mistrzostwa Europy juniorów               | Eskilstuna      | bieg na 3000 m                | 3. miejsce  | 9:17,36  |
| 2015 | Mistrzostwa Europy juniorów               | Eskilstuna      | bieg na 5000 m                | 2. miejsce  | 16:07,43 |
| 2016 | Mistrzostwa świata juniorów               | Bydgoszcz       | bieg na 3000 m z przeszkodami | 5. miejsce  | 9:43,84  |
| 2016 | Igrzyska olimpijskie                      | Rio de Janeiro  | bieg na 3000 m z przeszkodami | eliminacje  | 9:32,68  |
| 2017 | Mistrzostwa świata w biegach przełajowych | Kampala         | bieg seniorek                 | 71. miejsce | 37:36    |
| 2017 | I liga drużynowych mistrzostw Europy      | Vaasa           | bieg na 1500 m                | 4. miejsce  | 4:17,08  |
| 2017 | I liga drużynowych mistrzostw Europy      | Vaasa           | bieg na 3000 m z przeszkodami | 2. miejsce  | 9:39,72  |
| 2017 | Młodzieżowe mistrzostwa Europy            | Bydgoszcz       | bieg na 3000 m z przeszkodami | 1. miejsce  | 9:43,05  |
| 2017 | Mistrzostwa świata                        | Londyn          | bieg na 3000 m z przeszkodami | eliminacje  | 9:44,12  |
| 2018 | Mistrzostwa Europy                        | Berlin          | bieg na 3000 m z przeszkodami | 7. miejsce  | 9:31,66  |
| 2018 | Puchar interkontynentalny                 | Ostrawa         | bieg na 3000 m z przeszkodami | 4. miejsce  | 9:42,57  |
| 2019 | Mistrzostwa świata w biegach przełajowych | Aarhus          | bieg seniorek                 | 15. miejsce | 37:51    |
| 2019 | Młodzieżowe mistrzostwa Europy            | Gävle           | bieg na 5000 m                | 1. miejsce  | 15:07,70 |
| 2019 | Młodzieżowe mistrzostwa Europy            | Gävle           | bieg na 3000 m z przeszkodami | 1. miejsce  | 9:27,31  |
| 2019 | II liga drużynowych mistrzostw Europy     | Varaždin        | bieg na 1500 m                | 1. miejsce  | 4:18,59  |
| 2019 | II liga drużynowych mistrzostw Europy     | Varaždin        | bieg na 3000 m                | 1. miejsce  | 9:12,59  |
| 2019 | Mistrzostwa świata                        | Doha            | bieg na 5000 m                | eliminacje  | 15:11,76 |
| 2019 | Mistrzostwa świata                        | Doha            | bieg na 3000 m z przeszkodami | 7. miejsce  | 9:13,46  |
| 2019 | Mistrzostwa Europy w biegach przełajowych | Lizbona         | bieg młodzieżowców            | 1. miejsce  | 20:30    |
| 2021 | I liga drużynowych mistrzostw Europy      | Stara Zagora    | bieg na 3000 m z przeszkodami | 1. miejsce  | 9:49,93  |
| 2021 | Igrzyska olimpijskie                      | Tokio           | bieg na 3000 m z przeszkodami | eliminacje  | 9:31,99  |
| 2021 | Mistrzostwa Europy w biegach przełajowych | Dublin          | bieg seniorek                 | 37. miejsce | 29:11    |
| 2025 | Mistrzostwa Europy w biegach ulicznych    | Bruksela/Leuven | bieg na 10 km                 | 62. miejsce | 34:12    |
| 2025 | Mistrzostwa Europy w biegach ulicznych    | Bruksela/Leuven | bieg na 10 km drużynowo       | 12. miejsce | 1:40:56  |

## Rekordy życiowe
- Bieg na 800 metrów – 2:05,91 (28 sierpnia 2016, Aarhus)
- Bieg na 1500 metrów – 4:09,12 (29 czerwca 2019, Watford)
- Bieg na 3000 metrów – 8:47,83 (6 września 2016, Zagrzeb), rekord Danii juniorów
- Bieg na 5000 metrów – 15:07,70 (14 lipca 2019, Gävle), rekord Danii
- Bieg na 10 000 metrów – 34:29,41 (23 maja 2015, Aarhus)
- Bieg na 3000 metrów z przeszkodami – 9:13,46 (30 września 2019, Doha), rekord Danii
- Bieg na 5 kilometrów – 15:36 (17 lutego 2019, Monako)
- Bieg na 10 kilometrów – 33:25 (29 marca 2025, Aarhus)